# ウィン・カンファレンス
ウィン・カンファレンス　Women's International Networking Conference （WINConference）は、1998年にノルウェーの社会起業家のパイオニアであるクリスティン・エングヴィグ（Kristin Engvig）により創設された事業である。ウィンとはWomen's International Networkingの頭文字をとってＷＩＮと書く。ウィン・カンファレンスは、独立した国際的な女性達のリーダーシップ組織で、フェミニンで本物の国際的方法によりリーダーをモデル化し、開発し、権限を与え、結び付けることを目的とした。国際的に働く女性や、女性のリーダーシップ、多様性やインクルーシブに積極的な企業にとっての参考資料と呼ばれている。グローバルリーダーシップフォーラム。女性のネットワーキングカンファレンス。  ヨーロッパの首都で毎年運営されている。  会議の焦点は、女性、女性のエンパワーメント、リーダーシップで  ガーディアンは、「Sisterhood 2.0」と名付けたトレンドの一部としてそれを説明している。  Financial Expressによると、この種のもので最大の会議の1つ。 
設立者クリスティン・エングヴィグは 、1998年の会議ではミラノのパラッツォデッレステリーネやIBMセンターにてWINConferenceを開始、企業の女性や駐在員のグループと、ビジネスマン、幹部、学者、 NGOの代表者などが参加。カンファレンスは、経営とビジネスにおける女性と、仕事と生活のバランスをとる方法についての研究も行っている。  
会議は毎年開催され、2009年現在、世界中から約500人の参加者がある。  カンファレンスは、 Japan WIN Conference やWINConference Nigeriaなどのグローバルおよびローカル会議を主催。  会議が初めてインドで開催されたのは2013年。  2016年現在、グローバル会議には129の異なる国籍の13,000人以上の参加者が集まっている。  

## 開催日程
年に一度9月-10月頃、主に欧州にてグローバルカンファレンスが開催される。また地域ごとに、開催する国や地域があり、マンチェスター、インド、日本、ナイジェリアが毎年に開催している。

## 協賛スポンサー
- シェル
- SAP
- IBM
- ペプシ
- ネスレ

## 過去の出席者
- 2019年　アテネ　ロリー・ライトフット（Lori Lightfoot)　米国シカゴ市長
- 2016年　ローマ　ヴィルジニア・エレーナ・ラッジ（Virginia Elena Raggi）イタリアローマ市長

## 関連組織
- ウィン　（ＷＩＮ）
- ウィンカンファレンス Women's International Networking Conference（WINConference)
- ウィンコーポレートネットワークグループ (WIN Corporate Networking Group)
- ウィン開発財団 (WIN Development fund)
- ウィン委員会 (WIN Committee)

## 現在および過去の実績
- 2017年9月オスロ
- 2016年9月ローマ[9] - 美しさ、つながり、自信を持って道を切り開きます。 [11]
- 2016年3月ニューデリー [6]
- 2015年4月東京 [1]
- 2015年9月ローマ- 洞察、優雅さ、行動で世界を鼓舞
- 2014年4月[4]
- 2014ベルリン- 変化の壮大な飛躍
- 2013プラハ- 共に繁栄：美、信頼、情熱とともに。 [17]
- 2012ローマ- スペースを作る：可能性を見つける
- 2011ローマ[18] - 歴史の創造
- 2010 ビジョンの実現：明快さ、熱意、注意を払って
- 2009 Wisdom in Action：人、組織、社会の変革
- 2008未来の創造：革新、完全性、活力
- 2007次の一歩を踏み出す：大胆不敵、優雅、そして共に
- 2006ローマ- 変化する勇気
- 2005未来をリードする
- 2004人々をつないで影響を与える
- 2002国境を越えた女性のパートナーシップ
- 2001世界をリードする女性
- グローバル時代の女性のための2000年の持続可能な戦略
- 1999国際的に働く女性のための勝利戦略
- 1998グローバリゼーション時代の女性のための勝利戦略